# Jánosi Ferenc (politikus)
Jánosi Ferenc (Sárospatak, 1916. január 13. – Budapest, 1968. szeptember 2.) református lelkész, tanár, miniszterhelyettes, a Hazafias Népfront első főtitkára, a Petőfi Irodalmi Múzeum igazgatója, Nagy Imre veje.

## Élete

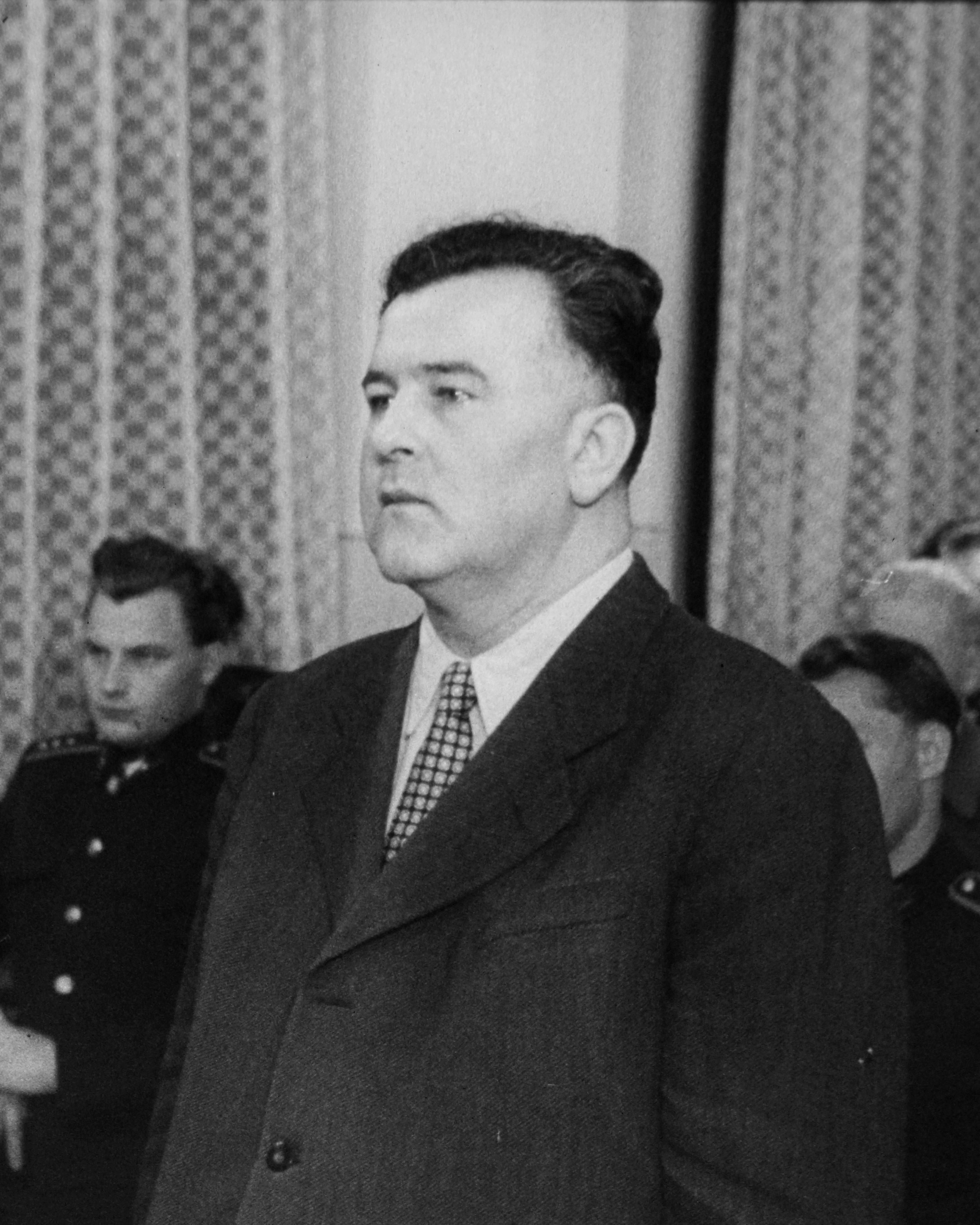
A Nagy Imre-per alatt, 1958-ban

Miután Sárospatakon református lelkészi oklevelet szerzett, ösztöndíjas lett a halle-wittenbergi egyetem teológiai karán. 1941-ben magyar-latin-görög szakos tanári oklevelet szerzett a debreceni tudományegyetemen. A Sárospatak melletti Vajdácskán volt református lelkész, majd 1943-ban katonai szolgálatra hívták be, és tábori lelkész-főhadnagyként szovjet hadifogságba esett.
A hadifogság alatt a Vörös Hadsereg által kiadott Magyar Újságot szerkesztette. Felesége Nagy Imre lánya, Erzsébet lett. Két gyermekük született: ifjabb Ferenc és Katalin.
A debreceni Ideiglenes Nemzeti Kormány Honvédelmi Minisztériumában osztályvezető volt, majd a népművelési miniszter első helyettese (1951–54). 1954. október 23-24-én a Hazafias Népfront alakuló kongresszusán főtitkárrá választották. (Ekkor mondta el Nagy Imre azt a beszédet a nemzeti egységről, amelynek ürügyén később nacionalizmussal vádolták). 1955-1957 között a Petőfi Irodalmi Múzeum főigazgatója volt.
Az 1956-os forradalom és szabadságharc után letartóztatták, Snagovba szállították, majd a Nagy Imre-perben 8 év börtönre ítélték. Tüdőbetegségére való tekintettel 1960-ban egyéni kegyelmet kapott. Ezt követően 1963-tól a Budapesti 2. számú Állami Levéltárban (Pest és Nógrád megyei Levéltár) dolgozott. Az 1968-as csehszlovákiai események hatására infarktusban halt meg.

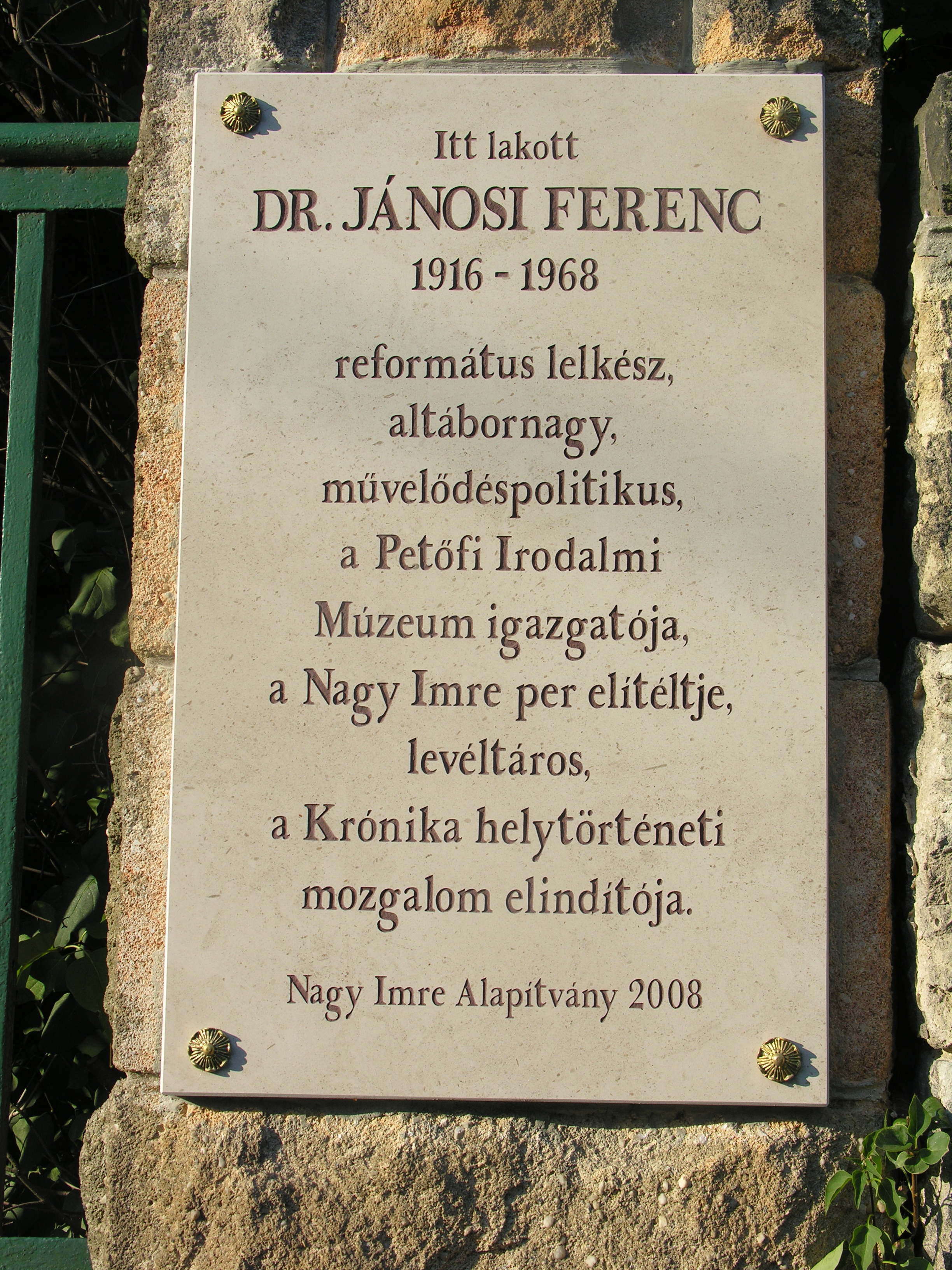
Jánosi Ferenc emléktáblája egykori lakhelyén, az Orsó utca 43. szám alatt

1989. június 9-én a Magyar Népköztársaság legfőbb ügyésze törvényességi óvást emelt a Nagy Imre-perben elítéltek javára és indítványozta az ítéletek hatályon kívül helyezését, illetve az ártatlanul elítéltek felmentését. 1989. július 6-án a Legfelsőbb Bíróság Elnökségi Tanácsa Nagy Imre, Donáth Ferenc, Gimes Miklós, Tildy Zoltán, Maléter Pál, Kopácsi Sándor, Jánosi Ferenc, Vásárhelyi Miklós és Szilágyi József ítéletét hatályon kívül helyezte, és bűncselekmény hiányában mindannyiukat felmentette.

## Művei
- A sárospataki Református Főiskola irodalmi élete 1800-1868-ig; A Debreceni Református Kollégium Tanárképző-Intézete, Debrecen, 1941 (Klny. a Debreceni Református Kollégium Tanárképző-Intézetének dolgozataiból)
- A modern helyi krónikaírás, Népművelési Propaganda Iroda, Budapest, 1967
- A Nógrád megyei Levéltár fondjegyzéke, MM Levéltári Igazgatósága, Budapest, 1970 (Ladányi Erzsébet és Romhányi Emillel együtt)

## Külső hivatkozások
- Magyar életrajzi lexikon
- Fénykép
- Adalék miniszterhelyettesi tevékenységéhez